# Окампо, Матиас
Матиас Эрнесто Окампо Орнисун (исп. Matías Ernesto Ocampo Ornizún; родился 14 марта 2002 года, Монтевидео) — уругвайский футболист, полузащитник клуба «Ривер Плейт» (Монтевидео).

## Клубная карьера
Окампо — воспитанник клуба «Дефенсор Спортинг». 30 августа 2020 года в матче против столичного «Ливерпуля» он дебютировал в уругвайской Примере. 7 февраля 2021 года в поединке против «Пласа Колония» Матиас забил свой первый гол за «Дефенсор Спортинг». по итогам сезона клуб вылетел в уругвайской Сегунду, но Окампо остался в команде.

## Международная карьера
В 2019 году Окампо в составе юношеской сборной Уругвая принял участие в юношеском чемпионате Южной Америки в Перу. На турнире он сыграл в матчах против команд Перу, Чили, Эквадора, Бразилии, а также дважды Аргентины и Парагвая. В поединке против аргентинцев Матиас забил гол.